# Beilhique de Dulcadir

Mapa da Anatólia em 1300 mostrando os diversos beilhiques originados a partir do declínio do Sultanato Seljúcida de Rum.
O Beilhique de Dulcadir aparece em roxo no canto direito inferior

O beilhique anatólico de Dulcadir (em turco:  Dulkadiroğulları Beyliği) foi um dos principados de fronteira fundados pelos turcos oguzes após o declínio do Sultanato Seljúcida de Rum. As capitais do beilhique se localizavam nas redondezas de Elbistão na província de Kahramanmaraş na Turquia em diferentes épocas.
No seu auge, a influência de Dulcadir se estendeu de Kırşehir a Moçul, mas, com a ascensão do Império Otomano, eles se tornaram um estado-tampão entre estes e o Sultanato Mameluco do Egito e terminaram incorporados pelos otomanos no século XVI. Até meados do século XIX, a região à volta de Elbistão ainda era chamada de Dulkadiroğulları (ou Zulkadriyye) nos documentos do Império Otomano.
Dulcadíridas também forneceram muitas noivas para a dinastia otomana. Emine Catum, a filha do bei Naceradim Maomé, o quinto governante de Dulkadiroğulları, foi a terceira consorte de Maomé I, o Cavalheiro, e, assim, a mãe do sultão otomano Murade II. O casamento serviu como aliança entre os otomanos e os dulcadíridas. Murade II é o ancestral de todos os sultões seguintes. De forma similar, Mucrime Catum, filha de Solimão Bei, o sexto governante, foi a terceira esposa de Maomé II, o Conquistador. Além disso, Aixe Catum, filha de Alaudevele Bozcurte, o décimo-primeiro, foi esposa de Bajazeto II e, por conseguinte, madrasta de Selim I.

## Lista de Beis
1. Zeinadim Caraca Bei (r. 1337–1353)
2. Garsadim Halil Bei (r. 1353–1386)
3. Sabane Suli Bei (Sevli Bei) (r. 1386–1398)
4. Sadaca Bei (r. 1398–1399)
5. Naceradim Maomé Bei (r. 1399–1442)
6. Dulcadiroglu Solimão Bei (r. 1442–1454)
7. Maleque Arslã Bei (r. 1454–1465)
8. Xá Budaque Bei (r. 1465–1467)
9. Xesuvar Bei (r. 1467–1472)
10. Xá Budaque Bei (İkinci kez) (r. 1472–1480)
11. Alaüddevle Buzcurte Bei (r. 1480–1515)
12. Dulcadiroglu Ali Bei (r. 1515–1522)